# MiG-9 (航空機)
MiG-9 / МиГ-9
駐機中のMiG-9 (1946年撮影)
- 用途：戦闘機
- 設計者：ミコヤン・グレヴィッチ設計局
- 製造者：
- 運用者
- ソ連空軍
- 中国人民解放軍空軍
- 初飛行：1946年4月24日
- 生産数：598機（うち12機は試作機）
- 退役：1950年（ソ連空軍）
- 運用状況：退役

MiG-9（ミグ9；ロシア語:МиГ-9 ミーク・ヂェーヴャチ）は、ソビエト連邦のミグ設計局が開発し、ソ連空軍や中国空軍で運用されたジェット戦闘機。
ソ連初の実用ジェット機。DoDが割り当てたコードネームはType 1。北大西洋条約機構 (NATO) の使用するNATOコードネームはファーゴ (Fargo)。

## 概要
ソ連は戦前よりジェットエンジンの開発を行っていたが、第二次世界大戦の勝利によりドイツから先進的なジェットエンジンや技術者を獲得することに成功した。ドイツの開発したBMW003軸流式ジェットエンジンはRD-20（РД-20）という名称で国産化されたが、このエンジンを搭載する初のジェット戦闘機としてI-300が開発され、MiG-9として実戦配備された。MiG-9は飛行機としては基本的に良好な性能を持っていたが、空気取り入れ口の中央に機関砲を装備するという武装配置は致命的な欠陥を持っていた。機関砲の排気がエンジンに吸い込まれ、エンジントラブルを頻発させた。そのためこの機は十分な性能を発揮できなかった。
その後、武装配置を改善したMiG-9M（I-308として開発され1947年初飛行）や複座練習機型のMiG-9UTI（I-301Tとして開発され1947年初飛行）も造られたが、MiG-15が空軍の主力となったため、いずれも大量には生産されていない。その他、複座の試験機のMiG-9L（1948年初飛行）もあった。
MiG-9各型は中華人民共和国・朝鮮民主主義人民共和国軍機として朝鮮戦争へも投入されたが、目立った働きは聞かれない。1940年代末に、後退翼という最新技術を盛り込んだ高性能のMiG-15が完成し実戦にも投入されるようになると、MiG-9は後方任務へ回されたようである。

## 各型
I-300
プロトタイプ。3機製造。
MiG-9 / FS / I-301
RD-20またはRD-21エンジンを搭載した唯一の生産型。
MiG-9 / FP / I-302
機体側面に移動したN-37砲を搭載した1つのプロトタイプ。
MiG-9 / FL / I-305
1機のプロトタイプに、リューリカ TR-1エンジンを搭載。未完成。
MiG-9 / FF / I-307
RD-20FまたはRD-21エンジンを搭載した2つのプロトタイプ。
MiG-9 / FN / I-320
ロールス・ロイス・ニーンエンジンを搭載した1つのプロトタイプ。未完成。
MiG-9L / FK
ラドゥガ KS-1 コメット空中発射対艦巡航ミサイル の航空電子工学をテストするために改造された1機。
MiG-9M / FR / I-308
RD-21エンジンを搭載した1つのプロトタイプ。
ミグ-9UTI / FT / I-301T
複座練習機。2機製造。

## 諸元
MiG-9 / FS (生産型)
- 初飛行：1946年
- 翼幅：10.00 m
- 全長：9.75 m
- 全高：3.225 m
- 翼面積：18.20 m2
- 空虚重量：3,283 kg
- 最大離陸重量：4,998 kg
- 燃料搭載量：1,298 ℓ

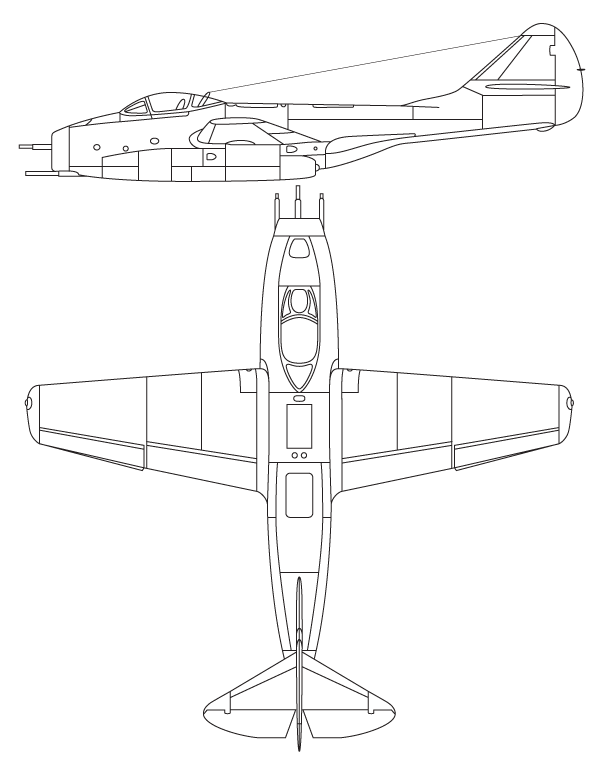
MiG-9 / FS 三面図

- 発動機：RD-20(РД-20) ターボジェットエンジン × 2
- 出力：800 kgf (7.8 kN) × 2
- 最高速度(地表高度)：864 km/h
- 最高速度：910 km/h
- 実用航続距離：800 km
- 上昇力：806 m/s
- 実用上昇限度：13,000 m
- 乗員：1 名
- 武装：37 mm N-37D機関砲（弾数40発） × 1、23 mm NS-23K機関砲（弾数各80発） × 2

## 現存する機体
| 型名       | 番号   | 機体写真 | 所在地            | 所有者                       | 公開状況 | 状態     | 備考   |
| ---------- | ------ | -------- | ----------------- | ---------------------------- | -------- | -------- | ------ |
| MiG-9 / FS | 6201   | 写真     | 中国 北京         | 北京航空宇宙博物館           | 公開     | 静態展示 | 旧塗装 |
| MiG-9 / FS | 108005 |          | 中国 北京         | 中国空軍航空博物館           | 公開     | 静態展示 |        |
| MiG-9 / FS | 114010 |          | ロシア モスクワ州 | 連邦文化芸術研究所空軍博物館 | 公開     | 静態展示 |        |
| MiG-9 / FS | 不明   | 写真     | 中国 北京         | 北京航空宇宙博物館           | 公開     | 静態展示 |        |